# Kebnekaisetoppstugan
Ej att förväxla med Kebnekaisestugan, tidigare namn på Kebnekaise fjällstation.

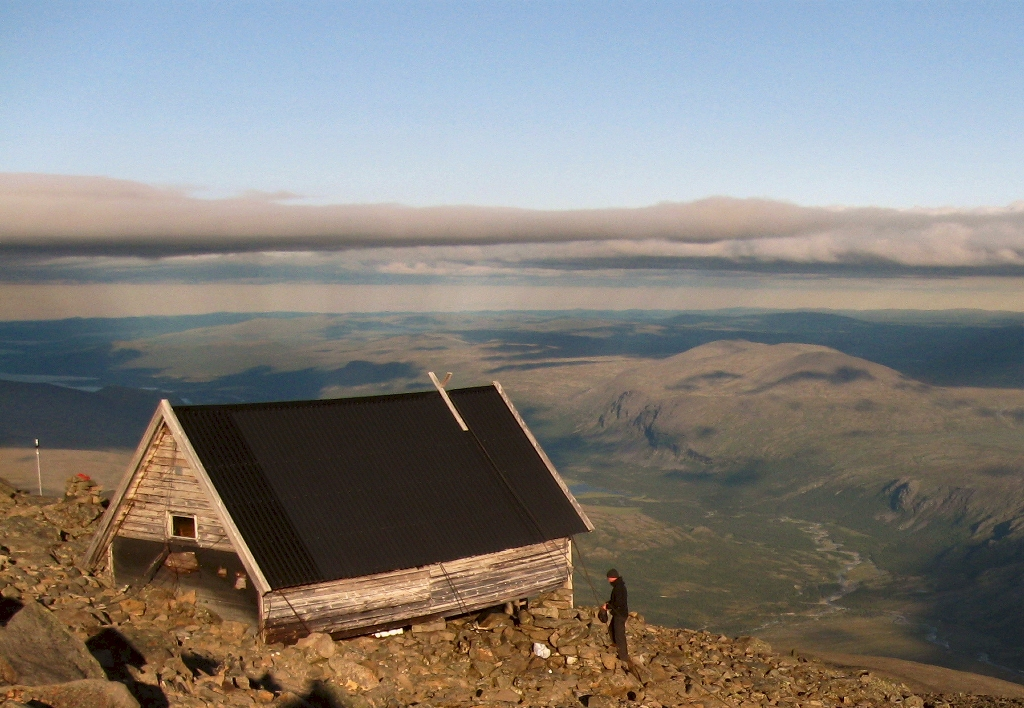
1962 års toppstuga vid

Kebnekaisetoppstugan är eller har varit namnet på fyra olika vilo- och skyddsstugor nära Kebnekaises sydtopp, varav två finns kvar idag.

## Historik
Den första toppstugan på Kebnekaise uppfördes av Svenska Turistföreningen på tillskyndan av bergsklättraren David Cronsioe på 1.940 meters höjd under somrarna 1924 och 1925. Den var då Turistföreningens första skyddsstuga på hög höjd och landets högst belägna byggnad. Den hade fyra britsar för fyra–åtta personer. I stugan fanns ett fotogenkök, men inte bränsle.
Transport av virke, sammanlagt 1,8 ton, skedde 1923 efter häst till Nikkaluokta och med renrajd därifrån upp till en höjd av ungefär 1 600 meter. För återstående ungefär 300 höjdmeterna bars byggnadsmaterialet upp av samer. På denna plats är det snöfritt endast under två månader per år, och innan stugan kunde sammanfogas, kom omväxlande snö- och töväder. Detta gjorde att spånten var isfylld, varför monteringen fick vänta till sommarsäsongen 1924. Toppstugan var en prismastuga, en drygt två meter hög kåtliknande byggnad med ett brant sluttande tak nästan ned till marken och en dörr på ena gaveln.  
1924 års toppstuga ersattes av en ny toppstuga 1962 på 1 880 meters höjd ("gamla toppstugan"), som fick en komplettering 1983 med en stuga till ("nya toppstugan"), en större stuga på samma höjdnivå något hundratal meter västerut. På höjdnivån arrangerades fångstarmar, det vill säga pilar som pekar mot stugan för att fånga dem som i dåligt väder riskerar att passera stugan utan att se den.

## Den senaste toppstugan
Den nyaste toppstugan uppfördes somrarna 2015 och 2016 på 2.040 meters höjd. Den har lyfts upp i bitar med helikopter. Den är byggd i korslimmat trä,  som är hyvlade bräder som limmats ihop som kryssfanér för att motstå vatteninträngning. Den har en profil som en pentagon och står med avstånd till marken på betongplintar. Den är inte avsedd för övernattning och saknar uppvärmningsanordning för att undvika brand. Den är 9 meter lång, 4,5 meter bred och har ett innerutrymme på 20 kvadratmeter med bänkar utmed innerväggarna för att rymma omkring 21 personer. Det finns fönster i den långsida som vetter ned mot dalen och i motstående gavel till ingångsdörren.
Stugan ägs av Svenska Turistföreningen och har delvis finansierats av staten. Den ritades av Murman Arkitekter i Stockholm, konstruerades av Martinson Byggsystem KB i Bygdsiljum och monterades på Kebnekaise av Snickarbröderna i Kiruna.
"Nya toppstugan" med byggår 1983 revs i samband med uppförandet av den senaste toppstugan, medan "gamla toppstugan" med byggår 1962 fortfarande står kvar.